# Nymmes
Die Nymmes waren eine ritterbürtige Familie von Burgmannen auf der bis 1297 Corveyschen, danach Waldeckschen Burg Lichtenfels im heutigen nordhessischen Landkreis Waldeck-Frankenberg, mit zu Lehen oder als Pfand gehaltenem Grundbesitz in der näheren Umgebung. Es ist nur von etwa 1300 bis 1410 in vier Generationen schriftlich belegt und erlosch im Mannesstamm im Jahre 1410 mit Heinrich Nymmes.

## Geschichte
Als ein Ergebnis der Fehden zwischen den Grafen von Waldeck und dem Kloster Corvey in den Jahren 1267 und 1297 musste Corvey die kleinen Städte Fürstenberg und Sachsenberg und die Burg Lichtenfels zunächst verpfänden und dann 1297 an Waldeck abtreten. Die Nymmes waren eine der Burgmannsfamilien auf Lichtenfels und Pfandbesitzer der Burg sowie des benachbarten Gebiets zwischen Orke, dem Hof Treisbach und der Burg Lichtenfels, das dabei auch an Waldeck gelangte und u. a. auch zwei Höfe am Schmengeberg umfasste. Dietrich Nymmes d. Ä. hatte diesen Besitz durch seine Heirat mit Sophie von Keseberg erworben.
Im September 1369 verkaufte Dietrich II. von Viermund die ihm gehörende Hälfte der beiden Höfe Breitenhain und Ermelsberg (das spätere Hermannsberg) und weiteren Grundbesitz an Dietrich Nymmes d. J. und dessen Ehefrau Margarethe und an Dietrich von Schlierbach, ebenfalls Burgmann zu Lichtenfels, und dessen Ehefrau Hildegard (Hellegarde); beide Höfe wurden im Sternerkrieg 1372 verwüstet.
Der Knappe Werner Nymmes (Neimz), seine Frau Gele und ihr Sohn Peter übergaben 1383 dem Kloster Haina ihr Gut zu Orke (Orkin) bei der Mühle.
Dietrichs Sohn Heinrich Nymmes hatte bei seinem Tod im Jahre 1410 die Burg Lichtenfels für 2400 Gulden in Pfandbesitz. Graf Heinrich VII. von Waldeck zu Waldeck als Lehnsherr gab 1413 ein Viertel der Burg für 600 Gulden an Bernhard V. von Dalwigk, die anderen drei Viertel, die bisher Werner von Immighausen als Amtmann innegehabt hatte, ein Jahr später für 1129 Gulden an Kurt von Geismar d. Ä. Der von den Nymmes als ursprünglich Corveysches und ab 1297 Waldecksches Lehen gehaltene Zehnt zu Sachsenberg wurde nach Heinrichs Tod an Broseke (Ambrosius) von Viermund (1378–1426) verlehnt.

## Stammliste
(in Klammern Jahre mit schriftlicher Erwähnung):
1. Dietrich Nymmes d. Ä. (1309), ⚭ Sophie von Keseberg
  1. Conrad (1336–1359), ⚭ Elisabeth
    1. Dietrich d. J. (1361–1405), ⚭ Margarethe (1379)
      1. Heinrich (1407), † 1410

    2. Werner (1379–1383) ⚭ Gele (1383)
      1. Peter (1383)

    3. Sophie (1340)

  2. Reinhard (1335–1343), ⚭ Antonia
  3. NN,[Anm. 3] ⚭ Eckhard Riedesel zu Josbach

## Wappen
Blasonierung: Im Schild ein doppelhenkeliger Becher. Der Helm besteckt mit Federn.